# بادة (فراوان)
بادة (بالفارسية: پاده) هي قرية تقع في إيران في قسم کهن أباد الريفي. يقدر عدد سكانها بـ 125 نسمة بحسب إحصاء 2016.